# Frumenty

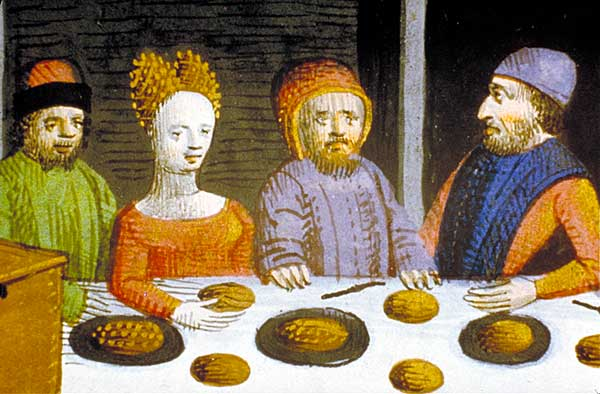
Abbildung eines Frumenty-Essens in Bartholomaeus Anglicus’ „De proprietatibus rerum“, 15. Jahrhundert

Frumenty (französisch Fromentée) war ein beliebtes Gericht in der westeuropäischen Küche des frühen Mittelalters. Der Name des Gerichts leitet sich vom lateinischen Wort frumentum (Getreide) ab.

## Geschichte
Das erste dokumentierte Rezept findet sich in einem Manuskript aus dem Jahr 1390. Geschrieben wurde Forme of Cury von Köchen am Hofe von Richard II. In England war das Gericht bis in das 19. Jahrhundert verbreitet und wurde vor allem an Weihnachten gegessen. Bis heute finden sich in England Regionen, in denen Frumenty zubereitet wird.

## Zubereitung
Frumenty ähnelt einem Haferbrei, wurde aber aus Weizen zubereitet. Es wurde normalerweise aus ganzen Weizenkörnern oder grobem Weizenschrot zubereitet, die in Milch, Fleisch- oder Gemüsebrühe gekocht wurden. Gelegentlich wurden Eier, Mandeln, Obst oder Zucker/Honig und Zimt oder Fleisch zugegeben.